# オルタナティブR&B
オルタナティブR&B（英: Alternative R&B）は、音楽評論家がオルタナティブスタイルのコンテンポラリー・R&Bを説明するために使用する用語。
90年代末にネオ・ソウルと呼ばれたR&B勢力の2000年代半ば以降の流れであり、音楽的には1990年代〜2000年代のR&Bからロックやクラシックまでもをサンプリングし、深いフィルターやエコーをかけたような音像と、トラップのような下地の効いたドラムを特徴とする。
歌詞は内省的なものや恋愛的なものが多い。ほとんどの場合、一般的なR&B歌手のようにセックスをメインテーマとして売りにするのではなく、セックスは薬物や精神的側面、個人の哲学と同じくらいの割合で歌われる。
2010年代初頭にフランク・オーシャンの『ノスタルジア、ウルトラ』やザ・ウィークエンドの『トリロジー』が登場して以降、従来のR&Bと区別するために使われるようになった。それ以来、このようなスタイルはR&Bの主流の1つに成長した。